# NBA All-Defensive Team 1990-2000
Cestisti inseriti nell'NBA All-Defensive Team per il periodo 1990-2000

## Elenco
|           | Membri del Naismith Memorial Basketball Hall of Fame |
| Grassetto | NBA Defensive Player of the Year Award               |

| Stagione  |                           |                        |                     |                        |
| Stagione  | 1º quintetto              | 1º quintetto           | 2º quintetto        | 2º quintetto           |
| Stagione  | Giocatore                 | Squadra                | Giocatore           | Squadra                |
| --------- | ------------------------- | ---------------------- | ------------------- | ---------------------- |
| 1990-1991 | Michael Jordan (4)        | Chicago Bulls          | Joe Dumars (3)      | Detroit Pistons        |
| 1990-1991 | Alvin Robertson (6)       | Milwaukee Bucks        | John Stockton (2)   | Utah Jazz              |
| 1990-1991 | David Robinson (2)        | San Antonio Spurs      | Hakeem Olajuwon (5) | Houston Rockets        |
| 1990-1991 | Dennis Rodman (3)         | Detroit Pistons        | Scottie Pippen      | Chicago Bulls          |
| 1990-1991 | Buck Williams (3)         | Portland Trail Blazers | Dan Majerle         | Phoenix Suns           |
| 1991-1992 | Dennis Rodman (4)         | Detroit Pistons        | Larry Nance (2)     | Cleveland Cavaliers    |
| 1991-1992 | Scottie Pippen (2)        | Chicago Bulls          | Buck Williams (4)   | Portland Trail Blazers |
| 1991-1992 | David Robinson (3)        | San Antonio Spurs      | Patrick Ewing (3)   | New York Knicks        |
| 1991-1992 | Michael Jordan (5)        | Chicago Bulls          | John Stockton (3)   | Utah Jazz              |
| 1991-1992 | Joe Dumars (4)            | Detroit Pistons        | Micheal Williams    | Indiana Pacers         |
| 1992-1993 | Scottie Pippen (3)        | Chicago Bulls          | Horace Grant        | Chicago Bulls          |
| 1992-1993 | Dennis Rodman (5)         | Detroit Pistons        | Larry Nance (3)     | Cleveland Cavaliers    |
| 1992-1993 | Hakeem Olajuwon (6)       | Houston Rockets        | David Robinson (4)  | San Antonio Spurs      |
| 1992-1993 | Michael Jordan (6)        | Chicago Bulls          | Dan Majerle (2)     | Phoenix Suns           |
| 1992-1993 | Joe Dumars (5)            | Detroit Pistons        | John Starks         | New York Knicks        |
| 1993-1994 | Scottie Pippen (4)        | Chicago Bulls          | Dennis Rodman (6)   | Detroit Pistons        |
| 1993-1994 | Charles Oakley            | New York Knicks        | Horace Grant (2)    | Chicago Bulls          |
| 1993-1994 | Hakeem Olajuwon (7)       | Houston Rockets        | David Robinson (5)  | San Antonio Spurs      |
| 1993-1994 | Gary Payton               | Seattle SuperSonics    | Nate McMillan       | Seattle SuperSonics    |
| 1993-1994 | Mookie Blaylock           | Atlanta Hawks          | Latrell Sprewell    | Golden State Warriors  |
| 1994-1995 | Scottie Pippen (5)        | Chicago Bulls          | Horace Grant (3)    | Orlando Magic          |
| 1994-1995 | Dennis Rodman (7)         | San Antonio Spurs      | Derrick McKey       | Indiana Pacers         |
| 1994-1995 | David Robinson (6)        | San Antonio Spurs      | Dikembe Mutombo     | Denver Nuggets         |
| 1994-1995 | Gary Payton (2)           | Seattle SuperSonics    | John Stockton (4)   | Utah Jazz              |
| 1994-1995 | Mookie Blaylock (2)       | Atlanta Hawks          | Nate McMillan (2)   | Seattle SuperSonics    |
| 1995-1996 | Scottie Pippen (6)        | Chicago Bulls          | Horace Grant (4)    | Orlando Magic          |
| 1995-1996 | Dennis Rodman (8)         | Chicago Bulls          | Derrick McKey (2)   | Indiana Pacers         |
| 1995-1996 | David Robinson (7)        | San Antonio Spurs      | Hakeem Olajuwon (8) | Houston Rockets        |
| 1995-1996 | Gary Payton (3)           | Seattle SuperSonics    | Mookie Blaylock (3) | Atlanta Hawks          |
| 1995-1996 | Michael Jordan (7)        | Chicago Bulls          | Bobby Phills        | Cleveland Cavaliers    |
| 1996-1997 | Scottie Pippen (7)        | Chicago Bulls          | Anthony Mason       | Charlotte Hornets      |
| 1996-1997 | Karl Malone (2)           | Utah Jazz              | P.J. Brown          | Miami Heat             |
| 1996-1997 | Dikembe Mutombo (2)       | Atlanta Hawks          | Hakeem Olajuwon (9) | Houston Rockets        |
| 1996-1997 | Michael Jordan (8)        | Chicago Bulls          | Mookie Blaylock (4) | Atlanta Hawks          |
| 1996-1997 | Gary Payton (4)           | Seattle SuperSonics    | John Stockton (5)   | Utah Jazz              |
| 1997-1998 | Scottie Pippen (8)        | Chicago Bulls          | Tim Duncan          | San Antonio Spurs      |
| 1997-1998 | Karl Malone (3)           | Utah Jazz              | Charles Oakley (2)  | New York Knicks        |
| 1997-1998 | Dikembe Mutombo (3)       | Atlanta Hawks          | David Robinson (8)  | San Antonio Spurs      |
| 1997-1998 | Gary Payton (5)           | Seattle SuperSonics    | Mookie Blaylock (5) | Atlanta Hawks          |
| 1997-1998 | Michael Jordan (9)        | Chicago Bulls          | Eddie Jones         | Los Angeles Lakers     |
| 1998-1999 | Tim Duncan (2)            | San Antonio Spurs      | P.J. Brown (2)      | Miami Heat             |
| 1998-1999 | Jason Kidd                | Phoenix Suns           | Theo Ratliff        | Philadelphia 76ers     |
| 1998-1999 | Alonzo Mourning           | Miami Heat             | Dikembe Mutombo (4) | Atlanta Hawks          |
| 1998-1999 | Gary Payton (6)           | Seattle SuperSonics    | Mookie Blaylock (6) | Atlanta Hawks          |
| 1998-1999 | Karl Malone (4) (pari)    | Utah Jazz              | Eddie Jones (2)     | Charlotte Hornets      |
| 1998-1999 | Scottie Pippen (9) (pari) | Chicago Bulls          | Eddie Jones (2)     | Charlotte Hornets      |
| 1999-2000 | Tim Duncan (3)            | San Antonio Spurs      | Scottie Pippen (10) | Portland Trail Blazers |
| 1999-2000 | Kevin Garnett             | Minnesota Timberwolves | Clifford Robinson   | Phoenix Suns           |
| 1999-2000 | Alonzo Mourning (2)       | Miami Heat             | Shaquille O'Neal    | Los Angeles Lakers     |
| 1999-2000 | Gary Payton (7)           | Seattle SuperSonics    | Eddie Jones (3)     | Charlotte Hornets      |
| 1999-2000 | Kobe Bryant               | Los Angeles Lakers     | Jason Kidd (2)      | Phoenix Suns           |